# Korpus Jazdy (Królestwo Kongresowe)
Korpus Jazdy Królestwa Polskiego stanowiła Dywizja Strzelców Konnych wraz z Dywizją Ułanów Królestwa Polskiego. Na czele tego korpusu stał gen. Aleksander Rożniecki. 
Pod koniec roku 1830 korpus ten liczył 6788 oficerów i żołnierzy zorganizowanych w 34 szwadrony. Stan ten nie uwzględnia gwardii konnej. Wyszkolenie korpus zawdzięczał Jakubowi Lewińskiemu (szef sztabu) oraz Karolowi Turnie (inspektor jazdy).
Dywizja jazdy składała się z dwóch brygad. Ta zaś w swoim składzie posiadała jeden pułk ułanów i jeden strzelców konnych (szaserów).
Pułk jazdy składał się z dwóch dywizjonów po dwa szwadrony i jednego szwadronu rezerwowego. Ten ostatni liczył ok. 100 ludzi i był przeznaczony do szkolenia rekrutów.  Szwadrony czynne liczyły ok. 160 żołnierzy, 10 -12 podoficerów i 8 oficerów. Szwadrony dzieliły si na 2 półszwadrony czyli 4 plutony; plutony dzielono na trójki, po 3 roty każda. Do pierwszego i czwartego plutonu wybierano najlepszych żołnierzy. Potem dopiero miał prawo wyboru pluton trzeci, a resztę przydzielano do drugiego.